# Aleš Flašar
Aleš Flašar (* 1. března 1965, Ostrava) je český hokejový trenér bývalý hokejový obránce.

## Ocenění a úspěchy
- 1995 ČHL - Nejtrestanější hráč v playoff
- 1996 Postup s týmem HC Slezan Opava do ČHL

## Klubové statistiky
| Sezóna       | Klub                     | Soutěž       |     | Základní část | Základní část | Základní část | Základní část | Základní část |   | Play off | Play off | Play off | Play off | Play off |
| Sezóna       | Klub                     | Soutěž       | Z   | G             | A             | B             | TM            | Z             | G | A        | B        | TM       |          |          |
| 1982-83      | TJ Vítkovice             | ČSHL         | 5   | 0             | 0             | 0             | 2             | —             | — | —        | —        | —        |          |          |
| 1983-84      | TJ Vítkovice             | ČSHL         | 23  | 0             | 1             | 1             | 14            | —             | — | —        | —        | —        |          |          |
| 1984-85      | TJ Vítkovice             | ČSHL         | 27  | 0             | 0             | 0             | 14            | —             | — | —        | —        | —        |          |          |
| 1985-86      | TJ Slovan OSCR Topoľčany | 1.ČSHL       | —   | 5             | 10            | 15            | —             | —             | — | —        | —        | —        |          |          |
| 1986-87      | TJ Slovan OSCR Topoľčany | 1.ČSHL       | —   | —             | —             | —             | —             | —             | — | —        | —        | —        |          |          |
| 1987-88      | TJ Vítkovice             | 1.ČSHL       | 40  | 9             | 9             | 18            | —             | —             | — | —        | —        | —        |          |          |
| 1988-89      | TJ Vítkovice             | ČSHL         | 32  | 6             | 1             | 7             | 52            | —             | — | —        | —        | —        |          |          |
| 1989-90      | TJ Vítkovice             | ČSHL         | 44  | 6             | 9             | 15            | —             | —             | — | —        | —        | —        |          |          |
| 1989-90      | TJ Baník ČSA Karviná     | 1.ČSHL       | —   | 2             | —             | —             | —             | —             | — | —        | —        | —        |          |          |
| 1990-91      | TJ Vítkovice             | ČSHL         | 48  | 7             | 14            | 21            | 87            | —             | — | —        | —        | —        |          |          |
| 1991-92      | TJ Vítkovice             | ČSHL         | 37  | 5             | 15            | 20            | —             | 12            | 6 | 4        | 10       | —        |          |          |
| 1991-92      | TJ TŽ Třinec             | 1.ČSHL       | —   | —             | —             | —             | —             | —             | — | —        | —        | —        |          |          |
| 1992-93      | SSK Vítkovice            | ČSHL         | 54  | 13            | 13            | 26            | 103           | —             | — | —        | —        | —        |          |          |
| 1993-94      | HC Olomouc               | ČHL          | 43  | 7             | 9             | 16            | 85            | 12            | 3 | 2        | 5        | 18       |          |          |
| 1994-95      | HC Olomouc               | ČHL          | 41  | 5             | 7             | 12            | 83            | 2             | 0 | 0        | 0        | 42       |          |          |
| 1995-96      | HC Vítkovice             | ČHL          | 25  | 2             | 2             | 4             | 52            | —             | — | —        | —        | —        |          |          |
| 1996-97      | HC Slezan Opava          | ČHL          | 11  | 1             | 2             | 3             | 40            | —             | — | —        | —        | —        |          |          |
| 1996-97      | ES Weißwasser            | OL           | 25  | 6             | 3             | 9             | 32            | —             | — | —        | —        | —        |          |          |
| 1997-98      | ES Weißwasser            | OL           | 24  | 4             | 13            | 17            | 69            | —             | — | —        | —        | —        |          |          |
| 1999-00      | HK 36 Skalica            | SHL          | 19  | 0             | 3             | 3             | 10            | —             | — | —        | —        | —        |          |          |
| Celkem v ČHL | Celkem v ČHL             | Celkem v ČHL | 120 | 15            | 20            | 35            | 260           | 14            | 3 | 2        | 5        | 60       |          |          |

## Reprezentace
| Rok                       | Tým                       | Soutěž                    | Z | G | A | B | TM |
| ------------------------- | ------------------------- | ------------------------- | - | - | - | - | -- |
| 1985                      | Československo 20         | MSJ                       | 7 | 1 | 2 | 3 | 16 |
| 1993                      | Česko                     | MS                        | 0 | 0 | 0 | 0 | 0  |
| Juniorská kariéra celkově | Juniorská kariéra celkově | Juniorská kariéra celkově | 7 | 1 | 2 | 3 | 16 |